# Mailis Reps
 (novembre 2020).
Si vous disposez d'ouvrages ou d'articles de référence ou si vous connaissez des sites web de qualité traitant du thème abordé ici, merci de compléter l'article en donnant les références utiles à sa vérifiabilité et en les liant à la section « Notes et références ».
Mailis Reps, née Rand le 13 janvier 1975 à Tallinn, est une femme politique estonienne, membre du Parti du centre d'Estonie (EKE).

## Biographie

### Formation
Elle achève ses études secondaires en 1992, et entreprend à partir de l'année suivante des études supérieures de droit à l'université Nord de Tallinn, qu'elle achève en 1998 en obtenant un master cum laude. Elle poursuit son cursus et décroche un master of laws de l'université centrale européenne de Budapest en 1999, puis en 2001 un master of arts d'affaires publiques européennes de l'université de Maastricht.

### Carrière
Après avoir été conseillère du recteur de l'université Nord de Tallinn et assistante au département de droit public de 1997 à 1998, elle occupe depuis 2000 un poste de lectrice de droit international public à l'université Nord et à l'école de droit de Tallinn, où elle est également chargée de droit constitutionnel comparé.
Elle travaille par ailleurs au sein de la direction générale « Personnel et Services » de la Commission européenne à Bruxelles durant un an à partir de 2000.

### Vie privée
Mailis Reps est mariée avec Agris Repšs, avocat dont elle use de la forme courte du nom de famille. Le couple a six enfants.

## Vie politique

### Parcours militant
Elle adhère au Parti du centre d'Estonie (EKE) en 1998 et entre au bureau cinq ans plus tard en tant que secrétaire chargée des relations internationales. C'est à ce titre qu'elle se retrouve impliquée dans la préparation de l'accord de coopération signé en 2004 avec Russie unie et qui provoque une polémique. Elle est élue vice-présidente de l'EKE en 2005.

### Fonctions politiques
Le 28 janvier 2002, elle devient ministre de l'Éducation dans la coalition de Siim Kallas, président du Parti de la réforme d'Estonie (ERE), portefeuille qui prend le titre de « ministère de l'Éducation et de la Recherche » à compter du 1er janvier 2003. Élue députée au Riigikogu en mars, Mailis Reps est reconduite le 13 avril 2005 au poste de ministre de l'Éducation et de la Recherche dans la coalition menée par Andrus Ansip.
À la suite des élections législatives de 2007, Ansip exclut l'EKE de sa nouvelle coalition. Elle retourne alors au Riigikogu, où elle occupe la vice-présidence de la commission des Affaires culturelles. Elle conserve cette fonction après les élections de 2011.
Elle est candidate au poste de président de la République lors de l'élection de 2016 mais elle éliminée après le quatrième tour de scrutin.
Le 23 novembre 2016, elle retrouve son poste de ministre de l'Éducation et la Recherche dans le gouvernement Ratas I puis le conserve dans le gouvernement Ratas II. Elle présente sa démission le 20 novembre 2020.